# Грабаница
Грабаница (алб. Grabanicë) је насеље у општини Клина, Косово и Метохија, Република Србија.

## Становништво
| Демографија | Демографија | Демографија |
| Година      | Становника  | Становника  |
| ----------- | ----------- | ----------- |
| 1948.       | 446         |             |
| 1953.       | 463         |             |
| 1961.       | 510         |             |
| 1971.       | 610         |             |
| 1981.       | 928         |             |
| 1991.       | 1.115       |             |